# Malaʻefoʻou
Malaʻefoʻou (früher Mua) ist ein Dorf und Hauptort des Distrikts Muʻa im Königreich Uvea, welches als Teil des französischen Überseegebiets Wallis und Futuna zu Frankreich gehört.

## Lage
Malaʻefoʻou liegt an der dichter besiedelten Südküste des Distrikts Muʻa im Süden der Insel Uvea, die zu den Wallis-Inseln gehört. Südlich befindet sich Teʻesi, östlich liegt das Dorf Utufua. Die Kirche Saint-Joseph ist die Kirche des Dorfes. Darüber hinaus befindet sich im Dorf ein Postamt.

## Bevölkerung
Die Bevölkerung nimmt genau wie in den übrigen Teilen Wallis und Futunas ab und hat sich seit 1996 etwa um die Hälfte verringert:
| Malaʻefoʻou: Einwohnerzahlen von 1996 bis 2013 | Malaʻefoʻou: Einwohnerzahlen von 1996 bis 2013 | Malaʻefoʻou: Einwohnerzahlen von 1996 bis 2013 | Malaʻefoʻou: Einwohnerzahlen von 1996 bis 2013 | Malaʻefoʻou: Einwohnerzahlen von 1996 bis 2013 |
| ---------------------------------------------- | ---------------------------------------------- | ---------------------------------------------- | ---------------------------------------------- | ---------------------------------------------- |
| Jahr                                           |                                                |                                                |                                                | Einwohner                                      |
| 1996                                           | 1996                                           |                                                | 292                                            | 292                                            |
| 2003                                           | 2003                                           |                                                | 279                                            | 279                                            |
| 2008                                           | 2008                                           |                                                | 224                                            | 224                                            |
| 2013                                           | 2013                                           |                                                | 175                                            | 175                                            |
| Datenquelle: INSEE                             |                                                |                                                |                                                |                                                |